# فاطمه امدادیان
فاطمه امدادیان (زاده ۱۳۳۴) مجسمه‌ساز ایرانی است. او خواهر  داوود و یعقوب امدادیان، و همسر نصرت‌الله مسلمیان است.
فعالیت حرفه‌ای را از اواخر دههٔ ۱۳۶۰ آغاز کرد و خیلی زود جایگاهش را به عنوان مجسمه‌سازی نوگرا در فضای هنری ایران باز کرد.

## تحصیلات
فاطمه امدادیان فارغ‌التحصیل هنرستان هنرهای زیبای تهران و دانشکده هنرهای تزئینی (دانشکده هنر) در رشته مجسمه‌سازی است.

## نمایشگاه‌ها

### نمایشگاه‌های انفرادی
- گالری سیحون (۱۳۶۸)
- گالری گلستان (۱۳۷۱ و ۱۳۷۳)
- گالری برگ (۱۳۷۸)
- گالری نیل (۱۳۷۸)

### نمایشگاه‌های گروهی
- گالری افرند (۱۳۶۹)
- موزه هنرهای معاصر تهران (۱۳۶۹ و ۱۳۷۰ و ۱۳۷۳)
- نمایشگاه بین‌المللی تخصصی صادراتی (۱۳۷۱)
- سفارت فرانسه در ایران (۱۳۷۵)
- گالری آریا (۱۳۷۶)
- گالری کلاسیک پل اصفهان (۱۳۷۶)
- گالری برگ (۱۳۷۸)
- کشور کویت (۱۳۷۹)
- گالری آناهیتا (۱۳۷۹)
- گالری طرح و رنگ (۱۳۸۰)
- اولین بی‌ینال بین‌المللی چین (۲۰۰۳)

## جوایز
- برنده جایزه سوم دومین دوسالانه آثار مجسمه‌سازان معاصر ایران (۱۳۷۹)
- برنده جایزه برگزیده لوح افتخار وتندیس سومین بی‌ینال مجسمه (۱۳۸۰)

## ناپدید شدن مجسمهٔ زندگی
مجسمهٔ «زندگی» اثر فاطمه امدادیان که سال ۱۳۸۵ در خانه هنرمندان ایران تهران نصب شده بود در بهار سال ۱۳۸۹، به همراه ۱۱ مجسمهٔ دیگر، دزدیده‌شد.